# Shemá Israel

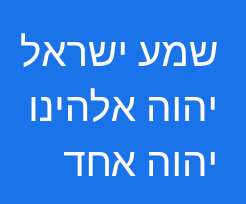
O Shemá (Deut. 6:4) escrito como haiku

Shemá Israel (em hebraico שמע ישראל; "Ouça Israel") são as palavras da Torá constituindo a profissão monoteísta que é a afirmação central da fé de judaísmo. Também é o nome de uma das principais rezas judaicas, sendo rezada durante o dia e durante a noite (pelo fato de estar escrito: e delas falarás assentado em tua casa, e andando pelo caminho, e deitando-te e levantando-te). Os rabinos interpretaram que deveria ser recitado na hora de acordar e antes de dormir.
Originalmente foi o verso Deuteronómio 6:4 "שְׁמַע יִ: שְׂרָאֵל יְהוָה אֱלֹהֵינוּ יְהוָה אֶחָד" significando: "Ouve Israel Adonai nosso Deus Adonai um", que é uma declaração do monoteísmo judaico. O significado exato do próprio Shema não é claro;  "Israel" significa o povo judeu e "Adonai" ("Senhor") é a pronunciação tradicional da palavra que realmente é escrita, YHWH, o nome pessoal do Deus de judaísmo.
Desde os tempos antigos faz parte das orações diárias de forma estendida, compreendendo Deuteronômio 6:4-9, Deuteronômio 11:13-21 e Números 15:37-41, sendo precedida por duas bençãos e seguida por uma. NoJudaísmo Reformista apenas os versos Deuteronómio 6:4-9 e Números 15:40-41 são recitados

## História
No período do Segundo Templo os Dez Mandamentos seguidos pelos versos de Deuteronômio 6:4-9 e 11:13-21, e Números 15:37-41 costumavam ser recitados de manhã e à noite; os Dez Mandamentos foram eliminado para indicar que era herético dizer (como disseram os cristãos, zombando os judeus por seguirem as outras leis judaicas) que eles eram os únicos dos 613 mandamentos do judaísmo que deviam ser obedecidos.

## Texto
Ouve Israel, Adonai nosso Deus, Adonai um. 

E amarás Adonai, teu Deus, com todo o teu coração, com toda a tua alma e com todas as tuas forças. E estas coisas que eu te ordeno hoje ficarão sobre teu coração. E as ensinarás diligentemente aos teus filhos e falarás delas quando estejas sentado em tua casa e quando andes no caminho, e ao deitar e ao levantar. E as atarás por sinal sobre a tua mão e serão tefilin entre os teus olhos. E as escreverás sobre os umbrais da tua casa e nos seus portões.
(Deuteronômio 6:4-9)
Acontecerá, se obedecerdes diligentemente meus preceitos, que eu vos ordeno neste dia, de amar Adonai, vosso Deus, e servi-Lo com todo vosso coração e com toda vossa alma; então darei a chuva para vossa terra a seu tempo, a chuva precoce e a chuva tardia, para que colherás teu grão, teu vinho e teu azeite. Darei erva em teu campo para teu gado, e comerás e te saciarás. Guardai-vos para que vosso coração não seja seduzido e desvieis e sirvais outros deuses e vos prostreis diante deles. Pois então se inflamará contra vós a ira de Adonai, e ele fechará os céus e não haverá chuva, e a terra não dará seu produto. Então perecereis rapidamente da boa terra que Adonai vos dá. Coloque estas minhas palavras em teu coração e em tua alma; ata-os como sinal na tua mão e deixa-os ser como tefilin entre os teus olhos. E as inculcareis a vossos filhos, falando delas assentado em tua casa, e andando pelo caminho, e ao deitar-te, e ao levantar-te. E as escreverás nos umbrais de tua casa e nas tuas portas, para que se multipliquem os teus dias e os dias de teus filhos, na terra que Adonai jurou a teus pais que lhes daria, como os dias de o céu sobre a terra.
(Deuteronómio 11:13-21)

Disse Adonai a Moisés, dizendo: Fala aos filhos de Israel e dize-lhes que façam tzitzit [franjas rituais] nos cantos de seus vestuários, por suas gerações e nas franjas dos cantos porão um cordão azul-celeste. E será uma franja para você, olhe para ela e lembre-se de todos os mandamentos de Adonai e observe-os, para que você não siga seu coração e sua luxúria. Para que vós possais  lembrar, e cumprais todas as minhas ordenações e assim sejais santificados ao seu deus. Sou Adonai, vosso deus, que vos tirou da terra do Egito para ser vosso deus, Eu Adonai vosso deus.
(Números) 15:37-41)

## Referéncias
1. ↑  Klein, Isaac, A Guide to Jewish Religious Practice, Ktav Publishing House, 1979, p 18:"
"O Shema é a proclamação da unidade de Deus, a afirmação central do judaísmo"
(em inglês): "The Shema is the proclamation of the unity of God, the Central affirmation of Judaism"
2. ↑  Deuteronômio 6:7
3. 1 2  Rabino Gunther Plaut, The Torah: A Modern Commentary, Union of American Hebrew Congregations, New York, 1981, p. 1369:
"'Senhor nosso Deus Senhor echad.' A incerteza do significado decorre da ausência de pontuação e da natureza de justaposição dessas palavras hebraicas sem um verbo explicativo, bem como das várias ênfases que podem ser atribuídas à palavra echad: una, sozinha, única. Assim, o texto pode ser entendido como dizendo:
  - יהוה‎ é o nosso Deus, e יהוה‎ sozinho;
  - יהוה‎ é o nosso Deus, um יהוה indivisível;
  - יהוה‎ nosso Deus é um יהוה único;
  - יהוה é o nosso Deus, יהוה é único (em Sua extraordinariedade)."

(em inglês): " 'Lord our God Lord echad.' The uncertainty of the meaning arises from the absence of punctuation and the nature of juxtaposing these Hebrew words without an explicative word as well as from the various emphases that can be ascribed to the word echad: one, alone, unique. Thus, the text can be understood to say:
  - יהוה‎ is our God, and יהוה‎ alone;
  - יהוה‎ is our God, one indivisible יהוה;
  - יהוה‎ our God is a unique יהוה;
  - יהוה‎ is our God, יהוה‎ is unique (in His extraordinariness)."‎‎
4. ↑  Rabino Gunther Plaut, The Torah: A Modern Commentary, Union of American Hebrew Congregations, New York, 1981, p. 1371:
"Bem cedo, tornou-se um costume ler o versículo 4 duas vezes ao dia junto com os versículos 5-9, bem como nove outros versículos do capítulo 22 (13-21) e cinco de Números (15:37-41) [nota de rodapé]: Nos serviços Reformistas... apenas dois versículos (Num. 15:40-41) são recitados para concluir Deut. 6:4-9."

(em inglês): "Already at an early time it became a custom to read verse 4 twice daily together with verses 5-9 as well as nine other verses from chapter 22 (13-21) and five from Numbers (15:37-41) [footnote]: "In Reform services... only two verses (Num. 15:40-41) are recited to conclude Deut. 6:4-9."
5. ↑  Adin Steinsaltz (en; es), The Essential Talmud, Bantam Books, 1976, p. 104:
"No período do Segundo Templo, o serviço de oração regular foi aumentado pela recitação da oração do Shema Yisrael... dois trechos foram selecionados da Torá que elucidam os princípios básicos da fé judaica e exortam os judeus a guardá-los na memória (Deuteronômio 6:4-9; 11:13-21); estes foram recitados no início da manhã e à noite. Por muitas gerações, os Dez Mandamentos também foram adicionados, mas esse costume foi suspenso porque certas seitas heréticas afirmavam que esses versículos continham a essência da Torá e que todo o resto era marginal."
(em inglês): "In the Second Temple period, the regular prayer service was augmented by the reciting of the Shema Yisrael prayer... two excerpts were selected from the Torah that elucidate the basic principles of Jewish faith and exhort Jews to commit them to memory (Deuteronomy 6:4-9; 11:13-21); these were recited in the early morning and in the evening. For many generations the Ten Commandments were also added, but this custom was suspended because certain heretical sects claimed that these verses contained the essence of Torah and that all the rest was marginal."
6. ↑  Harry Gersh, The Sacred Books of the Jews, 1968, Stein and Day, New York, p. 222:
"No serviço do Templo, os Dez Mandamentos foram recitados pouco antes do Shema, e esta ordem foi seguida nas primeiras sinagogas. Os Rabinos do Talmud pararam com esta prática... uma razão poderosa... foi fornecida pelos primeiros cristãos, que sustentavam que a única parte da Lei que tinha validade... eram... os Dez Mandamentos. Então, porque os cristãos liam o Decálogo a seu serviço e zombavam dos judeus por seguirem o resto da Lei, os Rabinos o eliminaram do serviço judaico."

(em inglês): "In the Temple service the Ten Commandments were recited just before the Shema, and this order was followed in the early synagogues. The Rabbis of the Talmud stopped this practice... a powerful reason... was provided by the early Christians, who held that the only part of the Law that had validity... was... the Ten Commandments. So, since the Christians read the Decalogue at their service and taunted the Jews for following the rest of thee Law, the Rabbis expunged it from the Jewish service."